# Ibrahim 'Abbud
Ibrāhīm ʿAbbūd (in arabo إبراهيم عبود‎?; Suakin, 26 ottobre 1900 – Khartum, 8 settembre 1983) è stato un generale e politico sudanese.

## Biografia
Comandante dell'esercito nel 1956, anno dell'indipendenza, con un colpo di stato il 17 novembre 1958 ebbe, come capo del movimento che prese il potere in Sudan, la presidenza del Consiglio supremo delle forze armate, che assunse il governo del Paese, sospendendo la Costituzione e sciogliendo il Parlamento. Ricoprì la carica di Presidente e di Primo ministro fino al novembre del 1964, quando venne formato un gabinetto civile, dopo l'insurrezione popolare.